# Pèl glandular
Un pèl glandular és un element constituïu del sistema fisiològic d'excreció o de secreció d'una planta. Els productes excretats o secretats són molt variats, com aigua i sals, substàncies del metabolisme secundari (olis, terpens i resines), sucres (nectaris) i fins i tot proteïnes enzimàtiques (plantes carnívores). Aquests productes se secreten a través de la paret i de la cutícula. En moltes plantes aromàtiques, els olis queden retinguts en dipòsits subcuticulars, des dels quals s'evaporen.
Els pèls glandulars poden ser unicel·lulars o pluricel·lulars i trobar-se aïllats o formant agrupacions. Típicament són pluricel·lulars, amb una cèl·lula basal, una petita tija unicel·lular o multicel·lular i un cap, també unicel·lular o multicel·lular, on es troben pròpiament les cèl·lules secretores. La cèl·lula basal està connectada amb les cèl·lules de l'epidermis.